# Marcel Artelesa
Marcel Artelesa (Pont-Sainte-Marie, 1938. július 2. – Mergey, 2016. szeptember 23.) válogatott francia labdarúgó, hátvéd, edző.

## Pályafutása

### Klubcsapatban
A AS Troyes-Savinienne korosztályos csapatában kezdte a labdarúgást, ahol 1959-ben mutatkozott be az első csapatban. 1961 és 1966 között az AS Monaco labdarúgója volt, ahol egy-egy bajnoki címet és francia kupa győzelmet szerzett a csapattal. 1966 és 1968 között az Olympique Marseille, 1968-69-ben az OGC Nice, 1969-70-ben a CA Paris-Neuilly együttesében szerepelt. 1970-ben visszatért a Troyes csapatához, ahol 1973-ban fejezte be a profi labdarúgást.

### A válogatottban
1963 és 1966 között 21 alkalommal szerepelt a francia válogatottban és egy gólt szerzett. Tagja volt az 1960-as római olimpián és az 1966-os angliai világbajnokságon részt vevő csapatnak.

### Edzőként
1973 és 1997 között az USM Romilly edzője volt.

## Sikerei, díjai
AS Monaco
- Francia bajnokság (Ligue 1)
  - bajnok: 1962–63
- Francia kupa (Coupe de France)
  - győztes: 1963